# Захари Лимонков
Захари Стефанов Лимонков е български революционер, участник в Българското опълчение и Кресненско-Разложкото въстание.

## Биография
Захари Лимонков е роден в разложкото село Белица, което тогава е в Османската империя. След Априлското въстание заминава за Румъния, където след избухването на Руско-турската война се записва доброволец в 4 опълченска дружина. Участва в боевете при Шипка и Шейново. След края на войната се връща в Белица.
След Берлинския договор се включва в съпротивителното движение. По време на Кресненско-Разложкото въстание е в четата на съселянина си Георги Банков. След въстанието заедно с Банков се установява да живее в село Долна баня. Носител е на орден „За храброст“ IV степен. Умира в 1903 година.